# Maj-Len Grönholm

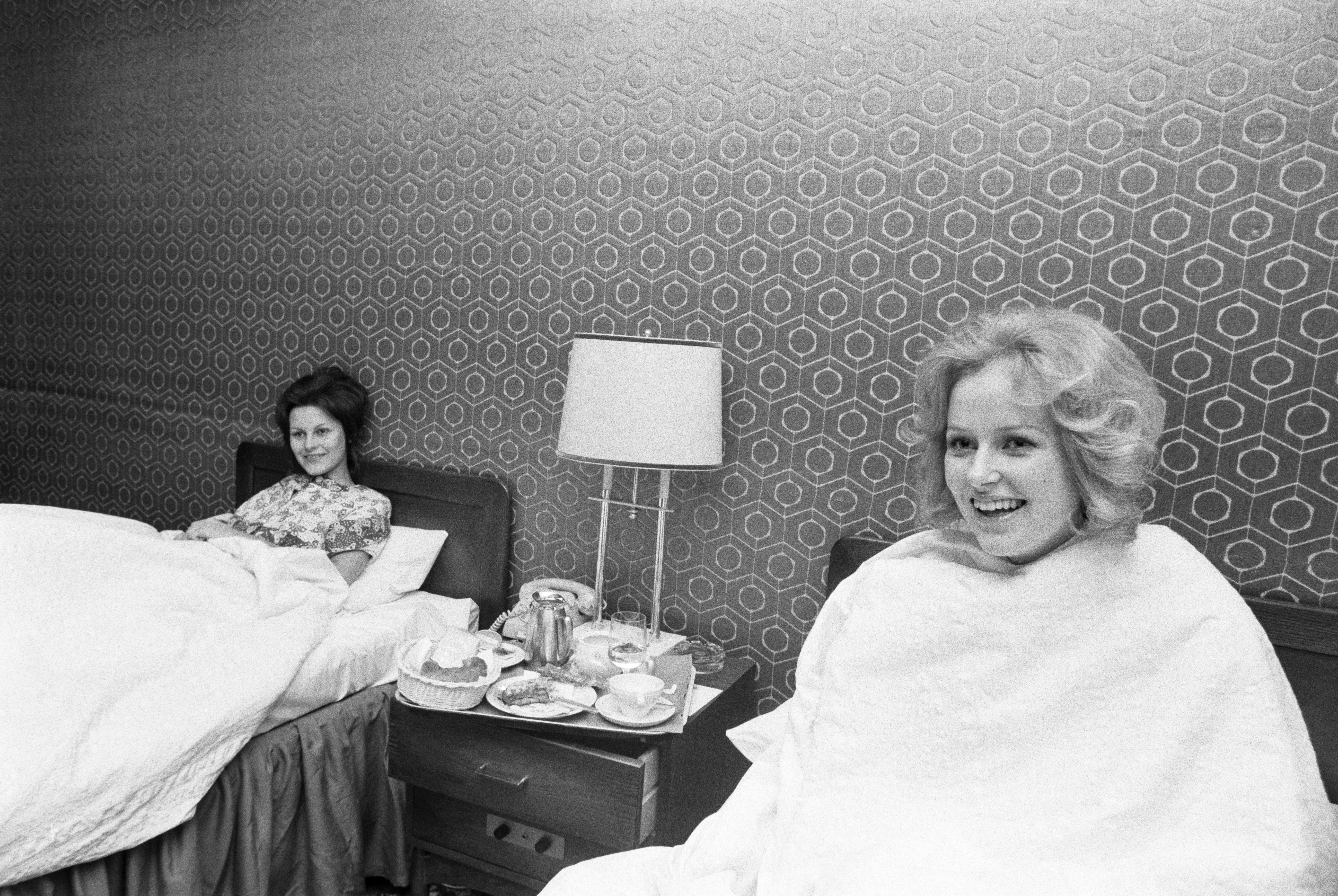
Maj-Len Eriksson (till höger) år 1972 efter att ha blivit Miss Suomi.

Maj-Len Grönholm, född Eriksson, född 5 juni 1952 i Helsingfors, död 22 juni 2009 i Ingå, var en finländsk politiker (Svenska folkpartiet) som 1972 blev Miss Finland.
Grönholm arbetade som rektor för flera olika skolor och var långvarigt kommunalpolitiskt aktiv i Esbo, Grankulla och Ingå.
Hon insjuknade i bröstcancer första gången i maj 2004 och efter flera återfall i sjukdomen avled hon 2009.